# 広島鯉城クラブ
広島鯉城クラブ（ひろしまりじょうクラブ）は、広島県広島市に本拠地を置き、日本野球連盟に加盟している社会人野球のクラブチームである。

## 概要
広島鯉城リトルシニアのOBが、高校や大学の卒業後に地元へ帰ってきた際、野球をできる環境がなかったことをきっかけに、当時の役員が代表となり、2000年に結成された。
広島県の社会人野球チームの中では、唯一の同好会型のクラブチームである。活動は、休日に広島市・東広島市を中心に行っており、近年は遠ざかっているものの、全国大会への出場経験も有する。
スポンサー企業等が設置されていないため活動費は選手の部費のみによって捻出しているが、入部要件に所属企業等の制限はないことから、選手は現役の高校生から元四国アイランドリーグplus所属者等様々であり、広島市近郊の硬式野球選手の受け皿となっている面もある。
2004年、全日本クラブ野球選手権大会に初出場（2回戦敗退）。

## 主要大会の出場歴・最高成績
- 全日本クラブ野球選手権大会 - 出場2回（2004年、2006年）
- JABA徳山（スポニチ）大会 - 準優勝1回（2009年）

## 元プロ野球選手の競技者登録
- 小早川幸二（元：広島東洋カープ他） - 選手
- 谷岡楓太（元：オリックス・バファローズ） - 選手（2023年）